# 奥罗泰利
奥罗泰利（義大利語：Orotelli），是意大利撒丁大区努奥罗省的一个市镇。总面积61.2平方公里，人口2191人，人口密度35.8人/平方公里（2009年）。ISTAT代码为091064。